# Charles Ammi Cutter
Pour les articles homonymes, voir Cutter.
Charles Ammi Cutter, né le 14 mars 1837 à Boston et mort le 6 septembre 1903 à Walpole (New Hampshire) est un bibliothécaire américain.
Il est le premier directeur de Forbes, la bibliothéque publique de Northampton et l'inventeur des nombres de Cutter (Cutter numbers), connu aussi sous l’appellation du système de classification expansive, utilisés notamment dans les bibliothèques des États-Unis et du Canada pour coder l'auteur sur la cote des livres.

## Biographie
Charles Ammi Cutter est né le 14 mars 1837 à Boston. Sa mère Hannah Bigelow est morte après l’avoir mis au monde. Son père Caleb Cutter se remarie et deux ans après l'envoie vivre auprès de son grand-père et de ses tantes à West Cambridge .
Cutter  grandit dans le milieu des bibliothèques parce que sa tante était employée de la bibliothèque de Boston,
À 14 ans, Cutter entre au collège de Harvard et en ressort avec une mention d’excellence de Phi Beta Kappa ,.
Il commence à travailler à la bibliothèque de la Harvard Divinity School alors qu’il y est étudiant. Il est influencé par le catalogueur en chef le Dr. Ezra Abbot, ce qui l'emmène à développer une nouvelle forme de catalogue d’index qui utilise des fiches au lieu de volumes et qui comprend un index d’auteurs et un catalogue classé.
En 1868, Cutter devient le bibliothécaire en chef du Boston Athenaeum, fonction qu’il occupe pendant 25 ans, pendant lesquelles il élabore plusieurs façons de faire encore utilisées de nos jours, comme les cartes de prêt insérées dans une pochette collée à la troisième de couverture des livres, le prêt interbibliothèques et le prêt à domicile pour des personnes âgées notamment.
En 1876, Cutter élabore ses règles pour un catalogue de dictionnaire imprimé, qui seront ensuite adoptées par le Bureau de l'Éducation américain .
La même année, avec 102 autres personnes, il signe un registre donnant naissance à l’American Library Association (ALA).
En 1883, il publie au Library Journal, la publication officielle de l’ALA, son célèbre article intitulé « La bibliothèque publique de Buffalo en 1983 », dans lequel il imagine et anticipe les bibliothèques de cent ans plus tard.
En 1893, Cutter commence le développement de son système de catalogage appelé le système de classification étendue, qui est utilisé jusqu’à nos jours, notamment par la bibliothèque du Congrès.

Cutter nous quitte en 1903 avant d’achever le développement de son système. 

Charles Ammi Cutter à Lookout Mountain

## Contributions à la bibliothéconomie
Cutter est principalement connu pour deux contributions à la bibliothéconomie : les vedettes-matière développées dans Rules for a Dictionary Catalogue (Règles pour un catalogue dictionnaire) et son système de classification bibliographique publié dans Expansive Classification (Classification étendue) .
Dans Rules for a Dictionary Catalogue, dont quatre éditions sont publiées entre 1875 et 1904, Cutter propose un système global pour la création d’un catalogue de bibliothèque. L’impact principal de cet ouvrage est ses règles pour la création de vedettes-matière, qui sont l’inspiration pour le système toujours utilisé par la bibliothèque du Congrès américaine .
Cutter publie six expansions de son Expansive Classification entre 1891 et 1893, étant mort au cours du développement de la septième, dont le dernier tome voit le jour en 1911. Une cote de livre selon l’Expansive Classification consiste en deux parties séparées normalement par un point (.) : la première partie désigne le sujet, et la deuxième, qui désigne le livre lui-même, se construit autour du nombre de Cutter . Ce nombre de Cutter est une façon de faciliter le repérage et le rangement de livres en traduisant les lettres du nom de l’auteur, sauf la première, en chiffres. Si ce système est de moins en moins favorisé depuis les années 1920, son influence demeure . Le système de classification de la bibliothèque du Congrès américaine est basé sur celui de Cutter, et les nombres de Cutter survivent dans plusieurs systèmes de classification .

## liens externes
- VIAF
- ISNI
- BnF (données)
- IdRef
- LCCN
- GND
- Italie
- CiNii
- Pays-Bas
- Pologne
- Israël
- NUKAT
- Vatican
- Australie
- Norvège
- Croatie
- Grèce
- WorldCat